# Ville olympique

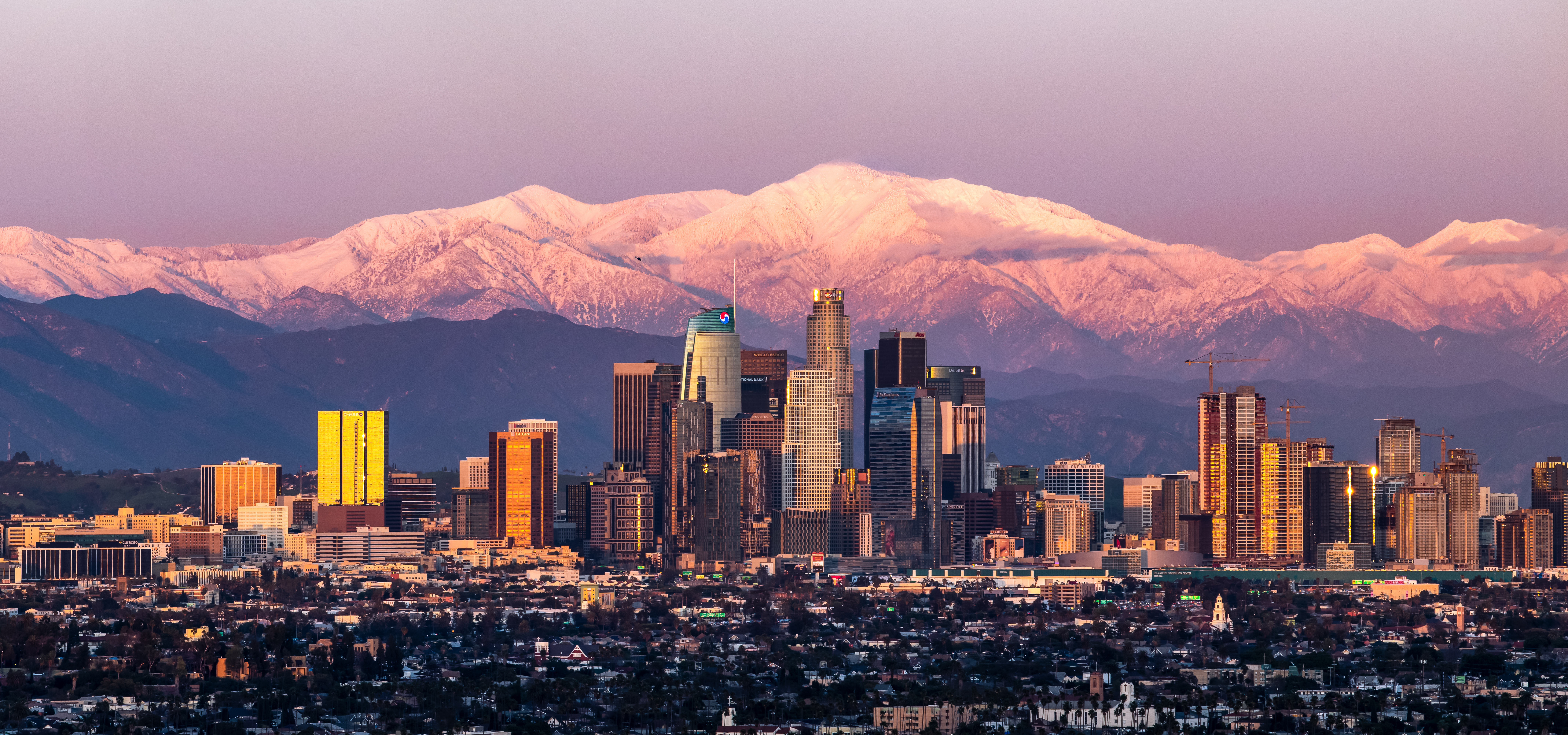
En hébergeant les Jeux olympiques et paralympiques de 2028, Los Angeles sera, après Londres et Paris, la troisième ville à avoir organisé trois éditions des JO.

Une ville olympique est une ville hôte ayant organisé au moins une fois les Jeux olympiques (et paralympiques à partir de 1960) d'été ou d'hiver, ou encore un congrès olympique.
La notion de ville olympique concerne également les Jeux olympiques de la jeunesse[réf. nécessaire] avec parmi elles Singapour, Nankin, Buenos Aires et Lausanne. Innsbruck et Lillehammer sont deux villes hôtes ayant accueilli à la fois les Jeux olympiques d'hiver et les Jeux olympiques de la jeunesse d'hiver.

## Statistiques
En 2024, ces villes sont au nombre de quarante-deux : vingt-trois ont organisé les Jeux d'été et dix-neuf autres les Jeux d'hiver.
Athènes (1896 et 2004) et Tokyo (1964 et 2020) les ont accueillis deux fois, à plus d'un siècle d'intervalle pour Athènes, plus d'un demi-siècle pour Tokyo.
Londres (1908, 1948 et 2012), Los Angeles (1932, 1984 et 2028) et Paris (1900, 1924 et 2024) ont obtenu l'organisation des Jeux olympiques d'été à trois reprises, et seule la ville de Pékin a été désignée pour organiser les Jeux d'été (en 2008) et ceux d'hiver (en 2022).
Les seuls pays à les avoir accueillis dans plusieurs villes sont :
- la France (Paris, en 1900, 1924 et 2024 ; Grenoble, en 1968 ; Albertville, en 1992 ; Chamonix, en 1924) ;
- les États-Unis (Saint-Louis, en 1904 ; Los Angeles, en 1932 et 1984 ; Atlanta, en 1996) ;
- l'Allemagne (Berlin, en 1936 ; Munich, en 1972) ;
- l'Australie (Melbourne, en 1956 ; Sydney, en 2000) ;
- Le Canada (Montréal, en 1976; Calgary, en 1988; Vancouver, en 2010).

Rio de Janeiro est la seule ville olympique d'Amérique du Sud. Pékin, Séoul, Sydney, Melbourne et Tokyo sont les seules villes olympiques d'Asie-Océanie. Aucune n'est africaine.

## Sélection
La sélection de la ville hôte pour les Jeux olympiques est la procédure au cours de laquelle les villes candidates pour accueillir les Jeux olympiques (et paralympiques depuis 1960) sont sélectionnées et départagées par le Comité international olympique (CIO). La sélection de la ville olympique a lieu lors d'un congrès du CIO, en général sept années à l'avance.

## Villes organisatrices des Jeux olympiques d'été
- Amsterdam : 1928
- Anvers : 1920
- Athènes : 1896, 2004
- Atlanta : 1996
- Barcelone : 1992
- Berlin : 1936
- Brisbane : 2032
- Helsinki : 1952
- Londres : 1908, 1948, 2012
- Los Angeles : 1932, 1984, 2028
- Melbourne : 1956
- Mexico : 1968
- Montréal : 1976
- Moscou : 1980
- Munich : 1972
- Paris : 1900, 1924, 2024
- Pékin : 2008
- Rio de Janeiro : 2016
- Rome : 1960
- Saint-Louis : 1904
- Séoul : 1988
- Stockholm : 1912
- Sydney : 2000
- Tokyo : 1964, 2021

## Ville organisatrice des Jeux olympiques d'hiver
- Albertville : 1992
- Calgary : 1988
- Chamonix-Mont-Blanc : 1924
- Cortina d'Ampezzo : 1956, 2026
- Garmisch-Partenkirchen : 1936
- Grenoble : 1968
- Innsbruck : 1964, 1976
- Lake Placid : 1932, 1980
- Lillehammer : 1994
- Milan : 2026
- Nagano : 1998
- Nice : 2030
- Oslo : 1952
- Pékin : 2022
- Pyeongchang : 2018
- Saint-Moritz : 1928, 1948
- Salt Lake City : 2002, 2034
- Sapporo : 1972
- Sarajevo : 1984
- Sotchi : 2014
- Squaw Valley : 1960
- Turin : 2006
- Vancouver : 2010

## Villes organisatrices des Jeux olympiques de la jeunesse d'été
- Buenos Aires : 2018
- Dakar : 2026
- Nanjing : 2014
- Singapour : 2010

## Villes organisatrices des Jeux olympiques de la jeunesse d'hiver
- Gangwon : 2024
- Innsbruck : 2012
- Lausanne : 2020
- Lillehammer : 2016

## Tableau récapitulatif
| Ville                   | Pays                 | Continent        | Olympiade (été) | Édition (hiver) | Année | Ouverture         | Clôture           |
| ----------------------- | -------------------- | ---------------- | --------------- | --------------- | ----- | ----------------- | ----------------- |
| Athènes                 | Grèce                | Europe           | Ire             | —               | 1896  | 6 avril 1896      | 15 avril 1896     |
| Paris                   | France               | Europe           | IIe             | —               | 1900  | 14 mai 1900       | 28 octobre 1900   |
| Saint-Louis             | États-Unis           | Amérique du Nord | IIIe            | —               | 1904  | 1er juillet 1904  | 23 novembre 1904  |
| Londres                 | Royaume-Uni          | Europe           | IVe             | —               | 1908  | 27 avril 1908     | 31 octobre 1908   |
| Stockholm               | Suède                | Europe           | Ve              | —               | 1912  | 5 mai 1912        | 22 juillet 1912   |
| Berlin                  | Allemagne            | Europe           | VIe             | —               | 1916  | Jeux annulés      | Jeux annulés      |
| Anvers                  | Belgique             | Europe           | VIIe            | —               | 1920  | 20 avril 1920     | 12 septembre 1920 |
| Chamonix-Mont-Blanc     | France               | Europe           | —               | Ire             | 1924  | 25 janvier 1924   | 4 février 1924    |
| Paris                   | France               | Europe           | VIIIe           | —               | 1924  | 4 mai 1924        | 27 juillet 1924   |
| Saint-Moritz            | Suisse               | Europe           | —               | IIe             | 1928  | 11 février 1928   | 19 février 1928   |
| Amsterdam               | Pays-Bas             | Europe           | IXe             | —               | 1928  | 17 mai 1928       | 12 août 1928      |
| Lake Placid             | États-Unis           | Amérique du Nord | —               | IIIe            | 1932  | 4 février 1932    | 15 février 1932   |
| Los Angeles             | États-Unis           | Amérique du Nord | Xe              | —               | 1932  | 30 juillet 1932   | 14 août 1932      |
| Garmisch-Partenkirchen  | Allemagne            | Europe           | —               | IVe             | 1936  | 6 février 1936    | 16 février 1936   |
| Berlin                  | Allemagne            | Europe           | XIe             | —               | 1936  | 1er août 1936     | 16 août 1936      |
| Sapporo                 | Japon                | Asie             | —               | Ve              | 1940  | Jeux annulés      | Jeux annulés      |
| Garmisch-Partenkirchen  | Allemagne            | Europe           | —               | Ve              | 1940  | Jeux annulés      | Jeux annulés      |
| Tokyo                   | Japon                | Asie             | XIIe            | —               | 1940  | Jeux annulés      | Jeux annulés      |
| Helsinki                | Finlande             | Europe           | XIIe            | —               | 1940  | Jeux annulés      | Jeux annulés      |
| Cortina d'Ampezzo       | Italie               | Europe           | —               | Ve              | 1944  | Jeux annulés      | Jeux annulés      |
| Londres                 | Royaume-Uni          | Europe           | XIIIe           | —               | 1944  | Jeux annulés      | Jeux annulés      |
| Saint-Moritz            | Suisse               | Europe           | —               | Ve              | 1948  | 30 janvier 1948   | 8 février 1948    |
| Londres                 | Royaume-Uni          | Europe           | XIVe            | —               | 1948  | 29 juillet 1948   | 14 août 1948      |
| Oslo                    | Norvège              | Europe           | —               | VIe             | 1952  | 14 février 1952   | 25 février 1952   |
| Helsinki                | Finlande             | Europe           | XVe             | —               | 1952  | 19 juillet 1952   | 3 août 1952       |
| Cortina d'Ampezzo       | Italie               | Europe           | —               | VIIe            | 1956  | 26 janvier 1956   | 5 février 1956    |
| Melbourne               | Australie            | Océanie          | XVIe            | —               | 1956  | 22 novembre 1956  | 8 décembre 1956   |
| Squaw Valley            | États-Unis           | Amérique du Nord | —               | VIIIe           | 1960  | 18 février 1960   | 28 février 1960   |
| Rome                    | Italie               | Europe           | XVIIe           | —               | 1960  | 25 août 1960      | 11 septembre 1960 |
| Innsbruck               | Autriche             | Europe           | —               | IXe             | 1964  | 29 janvier 1964   | 9 février 1964    |
| Tokyo                   | Japon                | Asie             | XVIIIe          | —               | 1964  | 10 octobre 1964   | 24 octobre 1964   |
| Grenoble                | France               | Europe           | —               | Xe              | 1968  | 6 février 1968    | 18 février 1968   |
| Mexico                  | Mexique              | Amérique du Nord | XIXe            | —               | 1968  | 12 octobre 1968   | 27 octobre 1968   |
| Sapporo                 | Japon                | Asie             | —               | XIe             | 1972  | 3 février 1972    | 13 février 1972   |
| Munich                  | Allemagne de l'Ouest | Europe           | XXe             | —               | 1972  | 26 août 1972      | 11 septembre 1972 |
| Innsbruck               | Autriche             | Europe           | —               | XIIe            | 1976  | 4 février 1976    | 15 février 1976   |
| Montréal                | Canada               | Amérique du Nord | XXIe            | —               | 1976  | 17 juillet 1976   | 1er août 1976     |
| Lake Placid             | États-Unis           | Amérique du Nord | —               | XIIIe           | 1980  | 12 février 1980   | 24 février 1980   |
| Moscou                  | Union soviétique     | Europe           | XXIIe           | —               | 1980  | 19 juillet 1980   | 3 août 1980       |
| Sarajevo                | Yougoslavie          | Europe           | —               | XIVe            | 1984  | 7 février 1984    | 19 février 1984   |
| Los Angeles             | États-Unis           | Amérique du Nord | XXIIIe          | —               | 1984  | 28 juillet 1984   | 12 août 1984      |
| Calgary                 | Canada               | Amérique du Nord | —               | XVe             | 1988  | 13 février 1988   | 28 février 1988   |
| Séoul                   | Corée du Sud         | Asie             | XXIVe           | —               | 1988  | 17 septembre 1988 | 2 octobre 1988    |
| Albertville             | France               | Europe           | —               | XVIe            | 1992  | 8 février 1992    | 23 février 1992   |
| Barcelone               | Espagne              | Europe           | XXVe            | —               | 1992  | 25 juillet 1992   | 9 août 1992       |
| Lillehammer             | Norvège              | Europe           | —               | XVIIe           | 1994  | 12 février 1994   | 27 février 1994   |
| Atlanta                 | États-Unis           | Amérique du Nord | XXVIe           | —               | 1996  | 19 juillet 1996   | 4 août 1996       |
| Nagano                  | Japon                | Asie             | —               | XVIIIe          | 1998  | 7 février 1998    | 22 février 1998   |
| Sydney                  | Australie            | Océanie          | XXVIIe          | —               | 2000  | 15 septembre 2000 | 1er octobre 2000  |
| Salt Lake City          | États-Unis           | Amérique du Nord | —               | XIXe            | 2002  | 8 février 2002    | 24 février 2002   |
| Athènes                 | Grèce                | Europe           | XXVIIIe         | —               | 2004  | 13 août 2004      | 29 août 2004      |
| Turin                   | Italie               | Europe           | —               | XXe             | 2006  | 10 février 2006   | 26 février 2006   |
| Pékin                   | Chine                | Asie             | XXIXe           | —               | 2008  | 8 août 2008       | 24 août 2008      |
| Vancouver               | Canada               | Amérique du Nord | —               | XXIe            | 2010  | 12 février 2010   | 28 février 2010   |
| Londres                 | Royaume-Uni          | Europe           | XXXe            | —               | 2012  | 27 juillet 2012   | 12 août 2012      |
| Sotchi                  | Russie               | Europe           | —               | XXIIe           | 2014  | 7 février 2014    | 23 février 2014   |
| Rio de Janeiro          | Brésil               | Amérique du Sud  | XXXIe           | —               | 2016  | 5 août 2016       | 21 août 2016      |
| Pyeongchang             | Corée du Sud         | Asie             | —               | XXIIIe          | 2018  | 9 février 2018    | 25 février 2018   |
| Tokyo                   | Japon                | Asie             | XXXIIe          | —               | 2021  | 23 juillet 2021   | 8 août 2021       |
| Pékin                   | Chine                | Asie             | —               | XXIVe           | 2022  | 4 février 2022    | 20 février 2022   |
| Paris                   | France               | Europe           | XXXIIIe         | —               | 2024  | 26 juillet 2024   | 11 août 2024      |
| Milan-Cortina d'Ampezzo | Italie               | Europe           | —               | XXVe            | 2026  | 6 février 2026    | 22 février 2026   |
| Los Angeles             | États-Unis           | Amérique du Nord | XXXIVe          | —               | 2028  | 21 juillet 2028   | 6 août 2028       |
| Nice-Alpes françaises   | France               | Europe           | —               | XXVIe           | 2030  | 8 février 2030    | 24 février 2030   |
| Brisbane                | Australie            | Océanie          | XXXVe           | —               | 2032  | 23 juillet 2032   | 8 août 2032       |
| Salt Lake City          | États-Unis           | Amérique du Nord | —               | XXVIIe          | 2034  | 10 février 2034   | 26 février 2034   |